# Philenora oecophorella
Philenora oecophorella är en fjärilsart som beskrevs av Walker 1866. Philenora oecophorella ingår i släktet Philenora och familjen björnspinnare. Inga underarter finns listade i Catalogue of Life.